# Spint (oppervlaktemaat)
Het spint was een oud-Nederlandse oppervlaktemaat. Het spint had in verschillende gebieden een andere afmeting.
Gewoonlijk gingen er 4 spint in een schepel en 16 spint in een mud.
- het Veluwse spint was 320 m².
- het Zutphense spint was 196 m².
- het Noord-Drentse spint was 156,25 m².